# Heshui (köpinghuvudort i Kina, Guizhou Sheng, lat 28,05, long 108,55)
Heshui (kinesiska: 合水, 合水镇) är en köpinghuvudort i Kina. Den ligger i provinsen Guizhou, i den sydvästra delen av landet, omkring 240 kilometer nordost om provinshuvudstaden Guiyang. Antalet invånare är 16 964. Befolkningen består av 8 403 kvinnor och 8 561 män. Barn under 15 år utgör 29,0 %, vuxna 15-64 år 57 %, och äldre över 65 år 12,0 %.